# 법률 불소급의 원칙
법률 불소급의 원칙(Nulla poena sine lege) (영어: 'no penalty without law') (法律 不溯及의 原則) 또는 사후법의 금지란 행위 당시 적법한 행위에 대하여 사후에 형사책임을 지우는 소급 입법(ex post facto law, retroactive law)의 금지를 말한다. 소급입법금지원칙이라고도 한다.
한국 헌법은 모든 국민은 행위시의 법률에 의하여 범죄를 구성하지 아니하는 행위로 소추되지 아니한다고 규정하고 있다(헌법 제13조 제1항 전단). 이는 적법한 행위에 대하여 사후에 이를 처벌하는 소급법을 제정하지 못하도록 하는 동시에, 또 그러한 방법으로 형을 가중하는 것도 금지하는 것이다.

## 진정소급입법
진정소급입법이라 함은 이미 과거에 종료된 사실 또는 법률관계에 대하여 사후에 그 전과 다른 법적 효과를 발생시키게 만드는 입법을 의미하고,
이러한 진정소급입법은 원칙적으로 금지 (예외적으로 소급 가능)

## 부진정소급입법
부진정소급입법이라 함은 과거의 일정 시점에 개시되었지만 완결되지 않고 진행과정에 있는상태의 사실 또는 법률관계와 그 법률적인 효과에 장래적으로 개입하는 입법
을 의미하고, 원칙적으로 허용

## 같이 보기
- 죄형법정주의